# Nemzeti Kongresszus (Chile)
A Nemzeti Kongresszus, Chile kétkamarás törvényhozása, amely Képviselőházból és Szenátusból áll, a kongresszus Valparaísóban található. A két ház Latin-Amerika legrégebb óta működő törvényhozása.

## Választási rendszere
A Kongresszus 1924-1925, 1932 júniusa és októbere valamint 1973 és 1989 között volt felfüggesztve. 2005 és 2017 között a Kongresszus mindkét házának tagjait általános választójoggal, binominális szavazási rendszerrel lehetett megválasztani, valamint újraválaszthatók voltak a képviselők és szenátorok is. 2017 óta arányos képviseleti szavazással választhatók meg a Kongresszus tagjai.
A Képviselőház tagjait arányos képviseleti rendszerben, egyéni választókerületi szavazáson választják meg 4 évnyi mandátumra, összesen 155 mandátum van a Képviselőházban. A Szenátusnak 50 mandátuma van. A szenátorokat a Chile régióival megegyező, többmandátumos szenátori választókerületi szavazáson lehet megválasztani 8 éves ciklusra. Egy választáson csak a szenátusi mandátumok felét lehet megválasztani, majd a másik felét egy négy évvel későbbi választáson.

## Működése

### Nemzeti Kongresszus és Plenáris Ülés
A Plenáris ülések esetén mindkét ház tagjai jelen vannak a kongresszusban, az ülést a Szenátus elnöke és Chile mindenkori elnöke vezeti.

### Valparaíso
A Kongresszus 1990 előtt Santiago de Chilében ülésezett, a demokratikus fordulat után 1990-ben az a döntés született, hogy a decentralizáció keretében a Kongresszust áthelyezték a 100 km-re levő kikötővárosba Valparaísóba.

## Történelme
A Kongresszus elődje az 1811-ben alapított Első Chilei Nemzeti Kongresszus volt. 1818-ben Chile függetlenségének kikiáltásakor Bernardo O'Higgins, a függetlenségi mozgalom egykori vezetője és Chile Felsővezetője újra felavatta a Kongresszust, amely ekkoriban egykamarás volt és a Konzervatív Szenátus volt a tagja.
1822-ben a politikai válság közepe alatt O'Higginsék egy új alkotmánytervezetet hoztak létre, amiben már kétkamarás kongresszusról írtak. Azonban ennek megvitatását egy előkészítő konventnek küldték el, és nem lépett életbe. Ezt követően egy spanyol mintára, Cortes működött, ahol képviselők voltak, de O'Higgins 1823-ban meghalt és a szervezet feloszlott.
1824-ben a kongresszus ismét egykamarás volt, de csak a Képviselőház működött, a Szenátus nem. 1826-ban José Miguel Infante képviselő által számos alkotmányos reformot indítottak, ami miatt Chile föderalista országgá vált. Habár nem sikerült teljesen föderálissá tenni az országot, autonómiát és saját törvényhozást kaptak a chilei tartományok. Az új alkotmány elkészítése miatt Alkotmányozó Nemzetgyűlést hoztak létre.

### Konzervatív Köztársaság
Az 1831 és 1861 között fennálló "konzervatív köztársaság" alatt az 1833-as alkotmány határozta meg a kongresszus összetételét: lakosságszámarányának megfelelően lettek képviselői és szenátori mandátumok: 120 képviselői és 20 szenátori.
A képviselőket 3 éves ciklusra választották meg, közvetlen szavazással a chilei kerületek. Egy képviselői mandátumra 20 ezer polgár jutott, míg a frakciókra minimum 10 ezer polgár.
A szenátorokat egyetlen egy országos választókerületi szavazáson választották meg 9 éves mandátumra, a szenátusi mandátumokat pedig úgy újították meg, hogy egy választás során csak a szenátusi mandátumok egyharmadát lehetett megválasztani.  Mindkét ház politikusait bármennyiszer újra lehetett választani.

### Liberális Köztársaság
Az 1861 és 1891 között fennálló "liberális köztársaság" alatt számos reformot hoztak:
- 1873. szeptember 25-i törvény: Megváltozott a két ház mandátumainak újraválasztása: egy választáson a szenátusi mandátumok egyharmadát és a képviselői mandátumok egynegyedét lehetett megválasztani.
- 1874. augusztus 13-i törvény: Törvénybe iktatták a képviselői/szenátori összeférhetetlenségi okokat: nem lehettek politikusok egyházi személyek, regionális kormányzók és bírók. A szenátorokat országos listán választják meg és a parlamenti ciklusukat 9-ről 6 évre vitték le.
- 1874. október 24-i törvény: Részletes szabályt hoztak a minisztériumok ellen indított alkotmányos vádeljárásról
- 1882. október 12-i törvény: Az alkotmány-módosítással együtt kibővítették a Kongresszus hatáskörét: a köztársasági elnök többé nem élhetett vétójogával, amivel leszavazhatott kezdeményezéseket. A reformterveket rendkívüli törvényhozásban kell megvitatni, akkor is ha az elnököt nem vonták bele a folyamatba.
- 1888. augusztus 9-i törvény: Módosítottak a képviselők választásán. Egy képviselői mandátumra 30 ezer polgár jutott, frakciókra pedig 15 ezer polgár. A választási eredmények törvényesítéséhez innentől kezdve a két ház politikusainak abszolút többségének szavazása kellett.

Ez utóbbi törvénnyel először José Manuel Balmaceda elnöksége esetén volt probléma: 1890-ben a költségvetési törvényt leszavazta Balmaceda és az 1891-es évre az előzőleg jóváhagyott költségvetést fogadta el, a Kongresszus jóváhagyása nélkül. A Kongresszus alkotományellenesnek minősítette a tettet, ami kirobbantotta 1891-es chilei polgárháborút. Augusztus 31-én a kongresszuspártiak győzelmet arattak és parlamenti köztársaság volt 1925-ig.